# Міцудзава (стадіон)
«Ніппацу Міцудзава» (яп. 三ツ沢公園球技場, Nippatsu Mitsuzawa Kyugijo) — стадіон, що знаходиться в місті Йокогама, префектура Канагава, Японія. Є домашньою ареною клубу Джей-ліги «Йокогама». Також інколи свої домашні матчі тут проводить інша місцева команда «Йокогама Ф. Марінос». Стадіон вміщує 15 454 глядачі і був відкритий у 1955 році .

## Історія
Стадіон був відкритий в 1955 році. До 1999 року стадіон використовувався нині не існуючою футбольною командою «Йокогама Флюґелс».
Під час літніх Олімпійських ігор 1964 року на стадіоні було проведено ряд матчів олімпійського футбольного турніру.
Стадіон був одним з місць проведення молодіжного чемпіонату світу 1979 року, де пройшло шість матчів групового етапу та чвертьфінал.

## Галерея

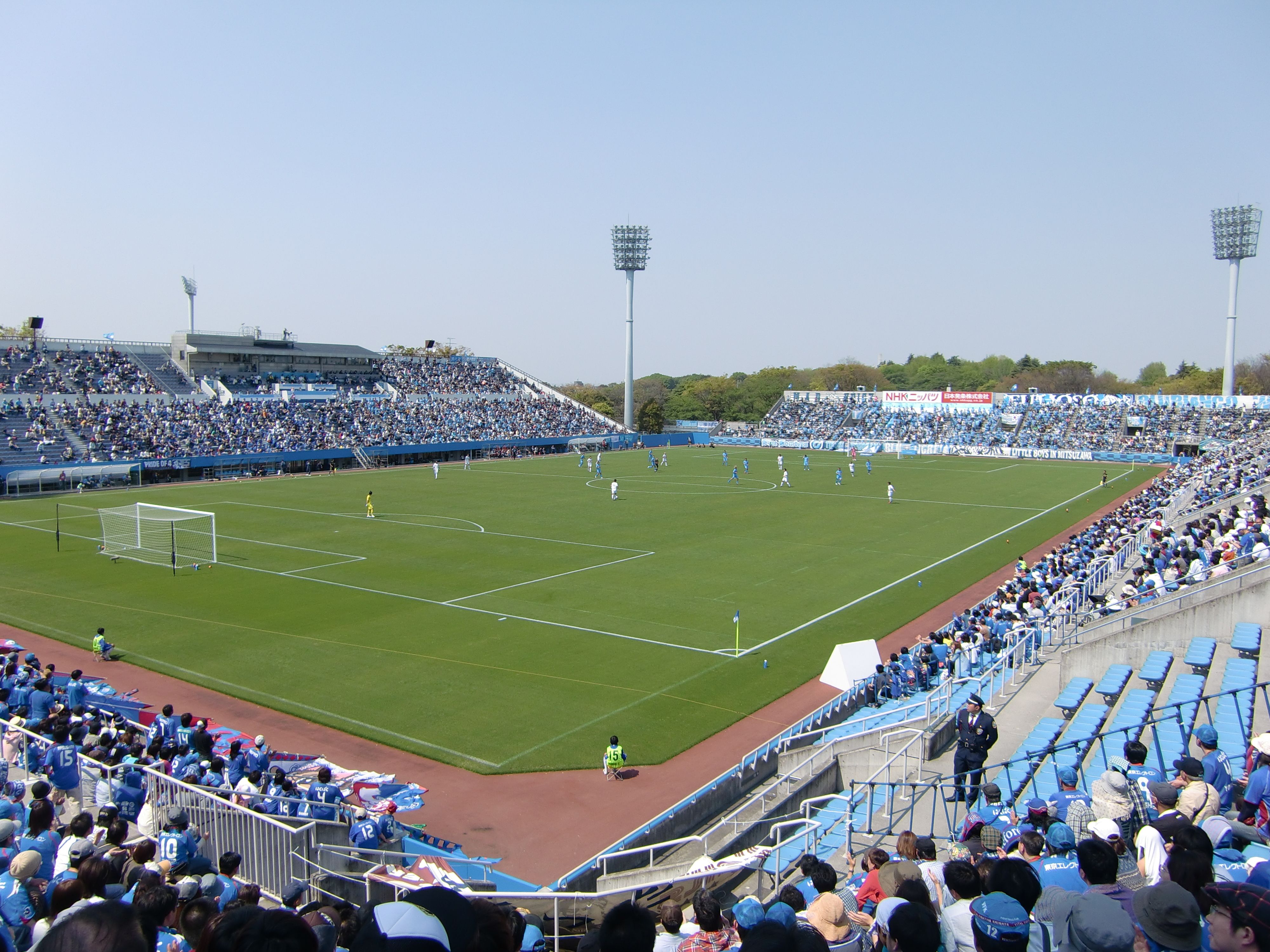
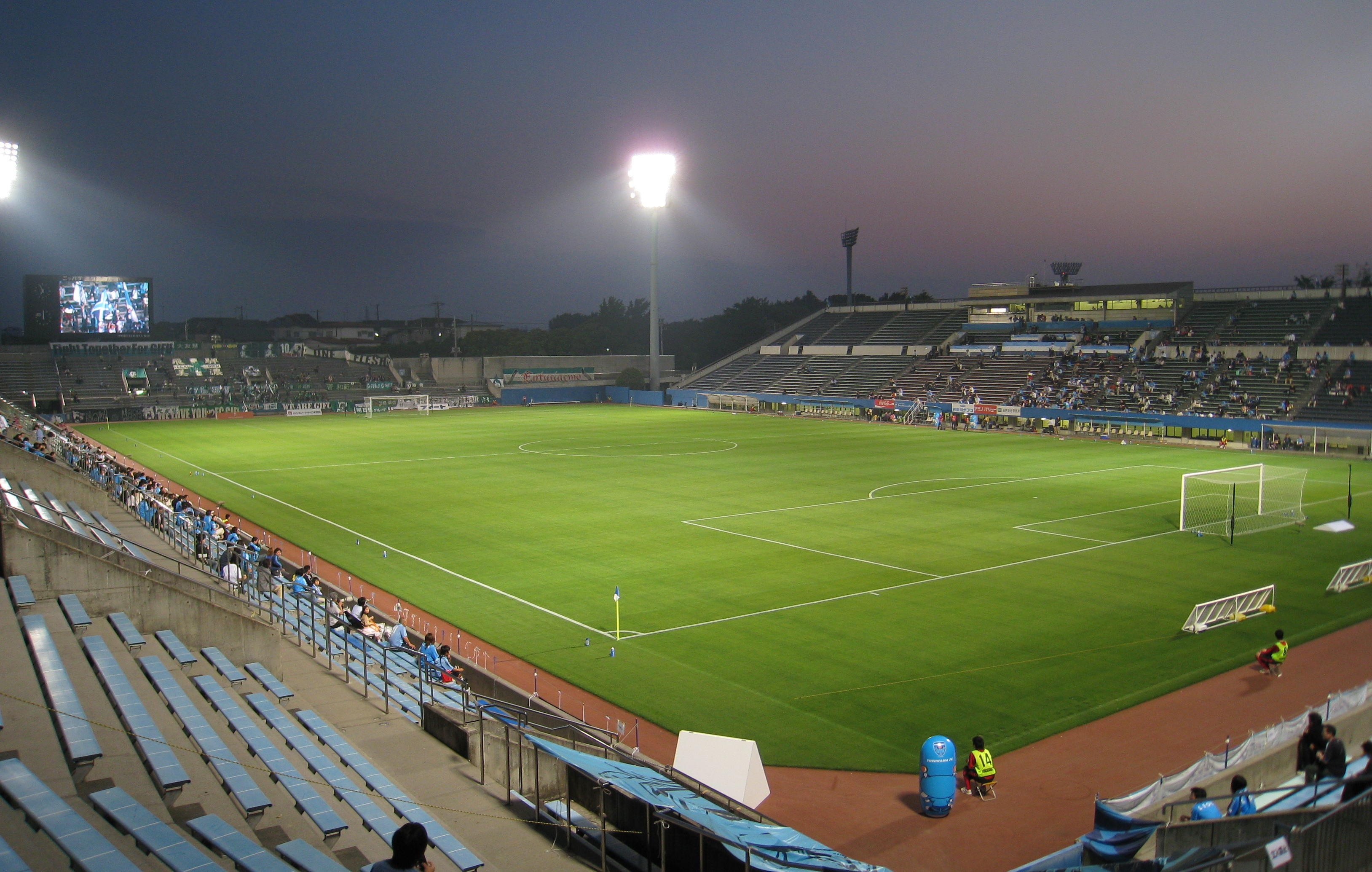
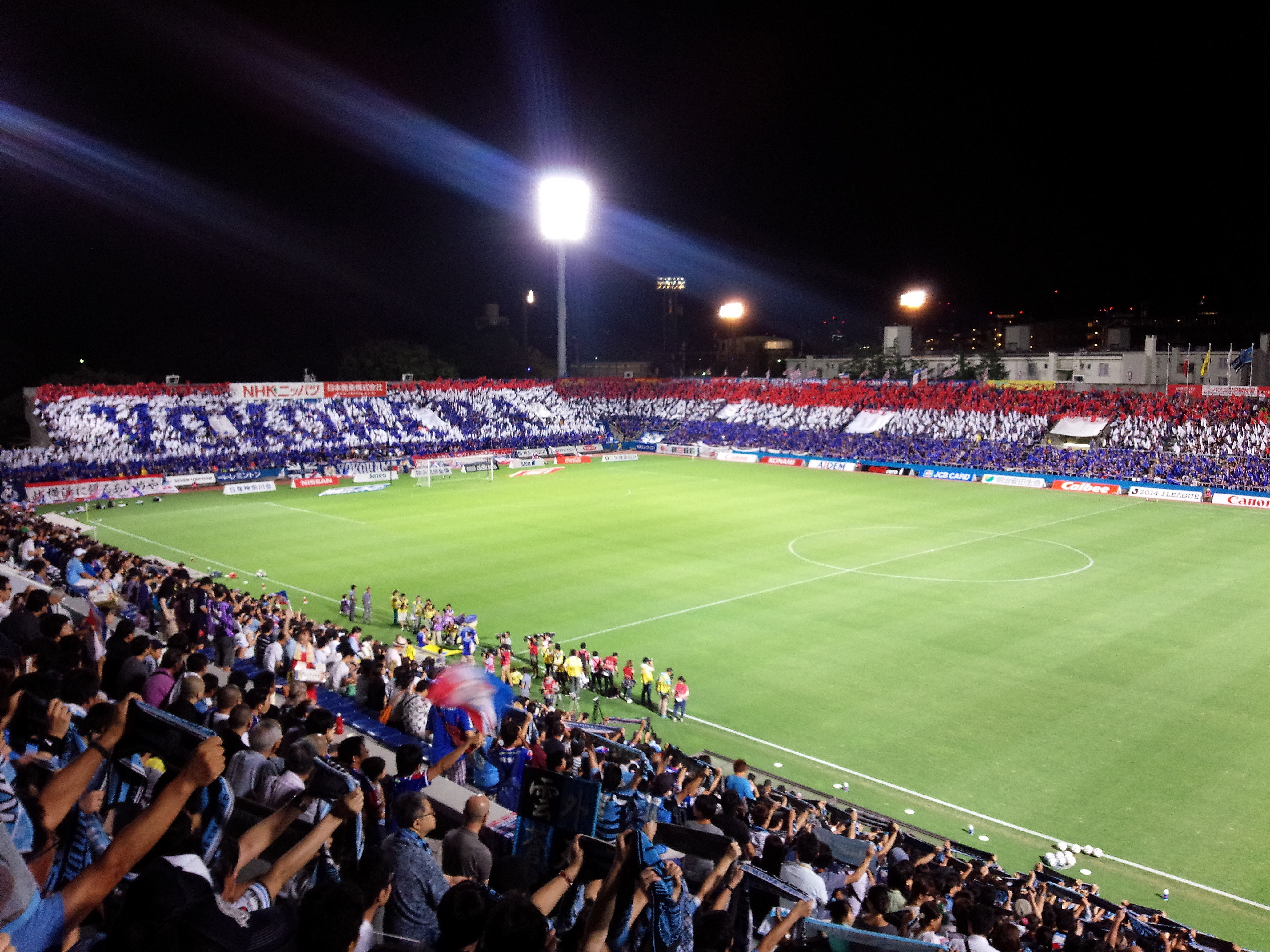
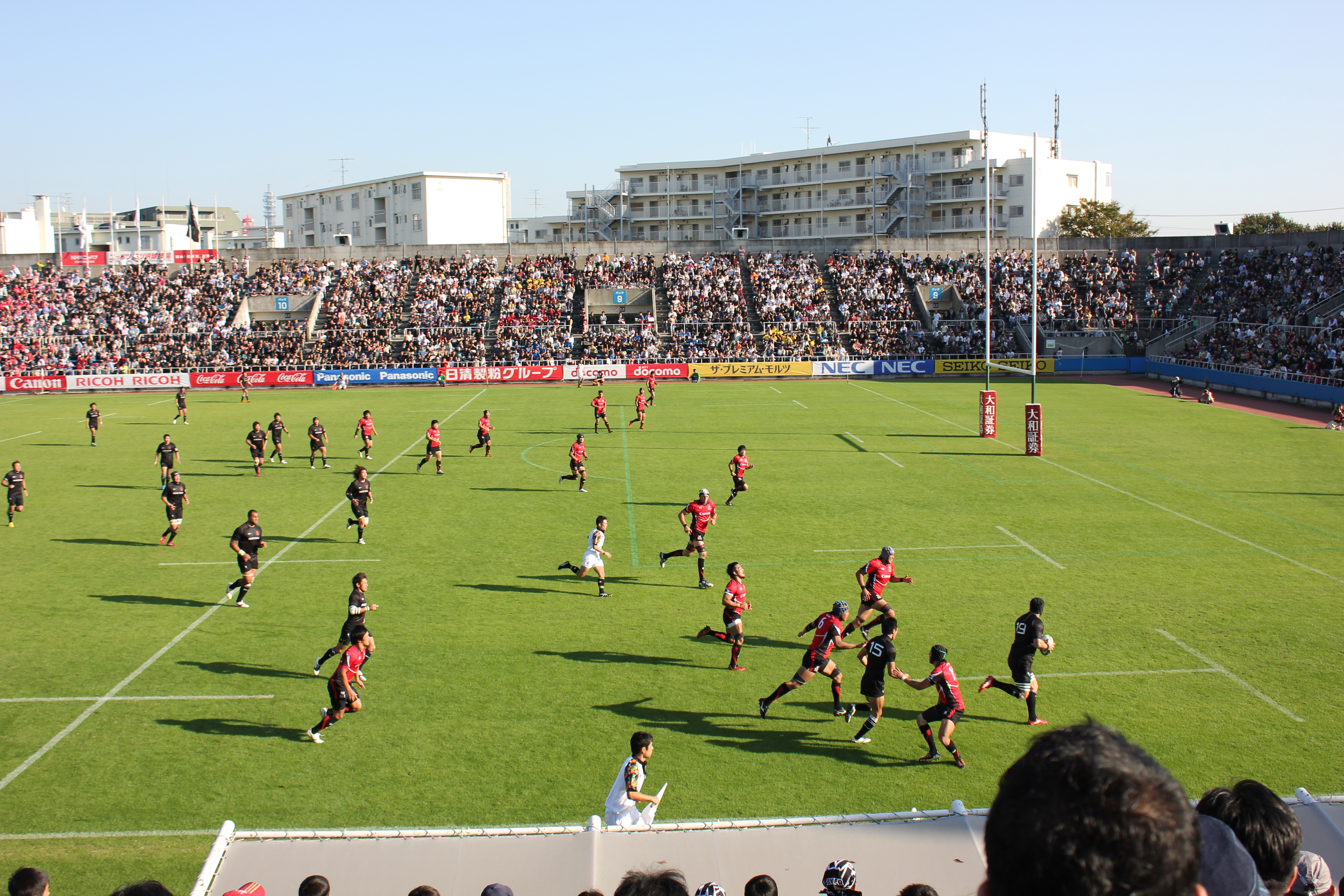

## Транспорт
- Синя Лінія Yokohama Municipal Subway: станція Міцудзава-Каміте — 15-20 хвилин пішки.